# Деспотули, Владимир Михайлович
Владимир Михайлович Деспотули (нем. Wladimir Despotuli; 6 (18) июня 1895, Керчь — 20 сентября 1977, Виттлих, Рейнская область) — русский белоэмигрант, издатель русскоязычной газеты «Новое слово» в Германии.

## Биография
Родом из семьи русско-греческого происхождения. Его отец, Михаил Павлович Деспотули, был преподавателем русской словесности, директором местной гимназии, издателем, владельцем книжного магазина.
Окончил Керченскую Александровскую гимназию и поступил на юридический факультет Московского университета. После начала Первой мировой войны Деспотули был призван в армию и по окончании ускоренного курса 3-й Петергофской школы прапорщиков, поручик Деспотули был направлен в распоряжение начальника 3-й Сибирской стрелковой запасной бригады. Служил на Кавказском фронте, где получил назначение адъютантом к генералу Н.Н. Баратову; участвовал в российских экспедиционных силах в персидской кампании, некоторое время занимал должность коменданта Тегерана. 
В 1920 гг., в звании штабс-капитана, эвакуировался в Константинополь, где начал пробовать себя в литературной деятельности. Вскоре переезжает в Берлин, где становится сотрудником газеты «Руль», также под псевдонимом «В. Неллин» публикуется в газетах «Время» и «Наш век» (Берлин), «Вечернее время» (Рига) и журнале «Иллюстрированная Россия» (Париж). Одновременно с 1922 г. устраивается администратором в кафе «Наш век», где любили собираться литераторы. Позже он неоднократно избирался секретарем Союза русских журналистов и литераторов в Германии, действовавшего в 1920—1935 годах во главе с И. Ильиным.
В начале 1930-х гг. вместе с В. Я. Гликманом (Ирецким), Ю. В. Офросимовым, Я. В. Окснером (Жак Нуар) входил в состав группы «Кабаре русских комиков». 
Испытывая финансовый кризис, тем не менее, решился создать собственную газету «Новое слово», которая вскоре получила поддержку пришедших к власти нацистов, в первую очередь А. Эрта.  Материалы в газете печатались параллельно на русском и немецком языках. В 1933—1934 гг. газету редактировал Е. Л. Кумминг, а с 1934 года, когда её возглавил сам Деспотули, газета стала единственной русскоязычной газетой в Германии.  Будущая газета виделась ему воплощением русского национального сознания. «Новое слово» финансировалось внешнеполитическим ведомством НСДАП, в ней размещались антисемитские и антисоветские статьи; после пакта Молотова — Риббентропа также публиковались статьи, направленные против антигитлеровской коалиции.  При этом, пользуясь связями с нацистами, Деспотули помогал своим друзьям еврейского происхождения, в частности, Жаку Нуару, которому он помог эмигрировать из Германии. На этой почве конфликтовал с генералом Бискупским, который пытался объединить русскую эмиграцию в Германии вокруг себя. В 1938 г. нацисты принудили Бискупского и Деспотули к примирению и сотрудничеству, однако отношения между ними оставались напряжёнными.
Деспотули был арестован гестапо в 1943 году в ходе кампании против НТС по подозрению в попытках сотрудничества с английской разведкой (сам Деспотули не был членом НТС, однако в редакции было много сотрудников, входивших в данную организацию). После допроса гестапо поместило его под домашний арест. По мнению литературоведа и историка культуры Б.А.Равдина, «причина <...> следствия — не то в чрезмерной подозрительности охранительных учреждений Германии в адрес НТС, с некоторыми членами которого Деспотули был тесно связан редакционно, не то в превышении Деспотули идейно-тематических полномочий в газете, что, как полагают, проявилось, в частности, в анонимной передовице «Сталинские указы» (Новое слово. 1944. № 57. 16 июля)». Деспотули были  предъявлены обвинения в допущении идеологически вредных заявлений на страницах газеты. 
В ноябре 1944 года газета  «Новое слово» была закрыта. 
14 мая 1945 года Владимир Михайлович Деспотули был арестован  советскими властями и в течение 11 лет находился в лагерях. В это же время его жена, Эльфрида Эмильевна (урожд. Фехнер; 1912—2003), физик по профессии, которая занималась научно-исследовательской работой и никогда не интересовалась какой-либо общественно-политической деятельностью, находилась в заключении в Восточной Германии; письма от ее имени в лагерь писала на машинке ее подруга. По освобождении 15 апреля 1955 года из Минлага В.М.Деспотули прибыл в Зубово-Полянский специальный дом инвалидов в Потьме (Мордовская АССР), где содержались бывшие заключенные. 
В этом же, 1955 году, вернулся в Германию к жене, которая также была освобождена и работала преподавателем. Жил в ГДР, преподавал в Берлине русский язык. После выхода жены на пенсию, переехал с ней в Рейнскую область. Скончался в Виттлихе 20 сентября 1977 года.